# Habranthus tubispathus
Habranthus tubispathus är en amaryllisväxtart som först beskrevs av L'hér., och fick sitt nu gällande namn av Hamilton Paul Traub. Habranthus tubispathus ingår i släktet Habranthus och familjen amaryllisväxter. Inga underarter finns listade i Catalogue of Life.

## Bildgalleri

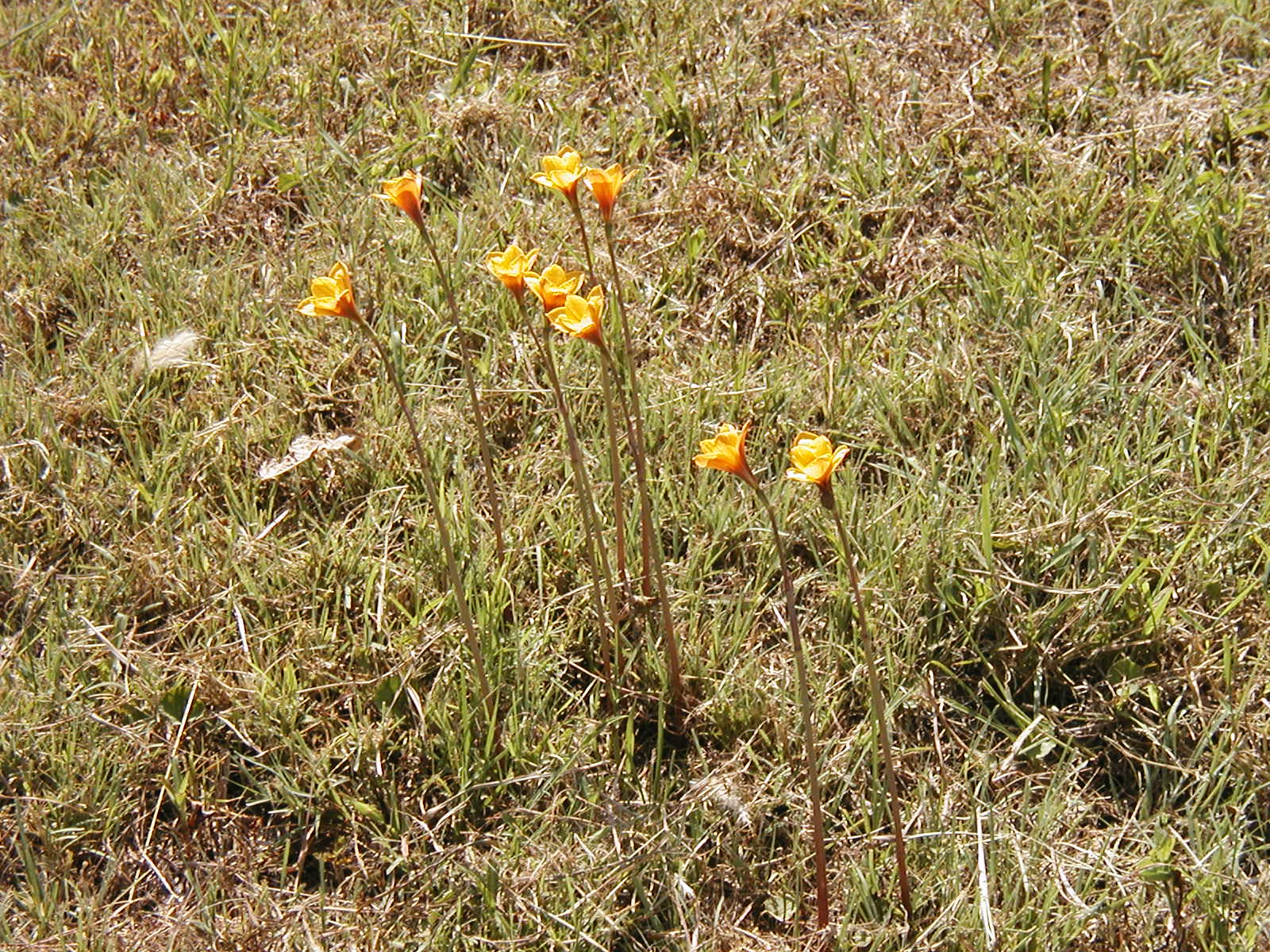
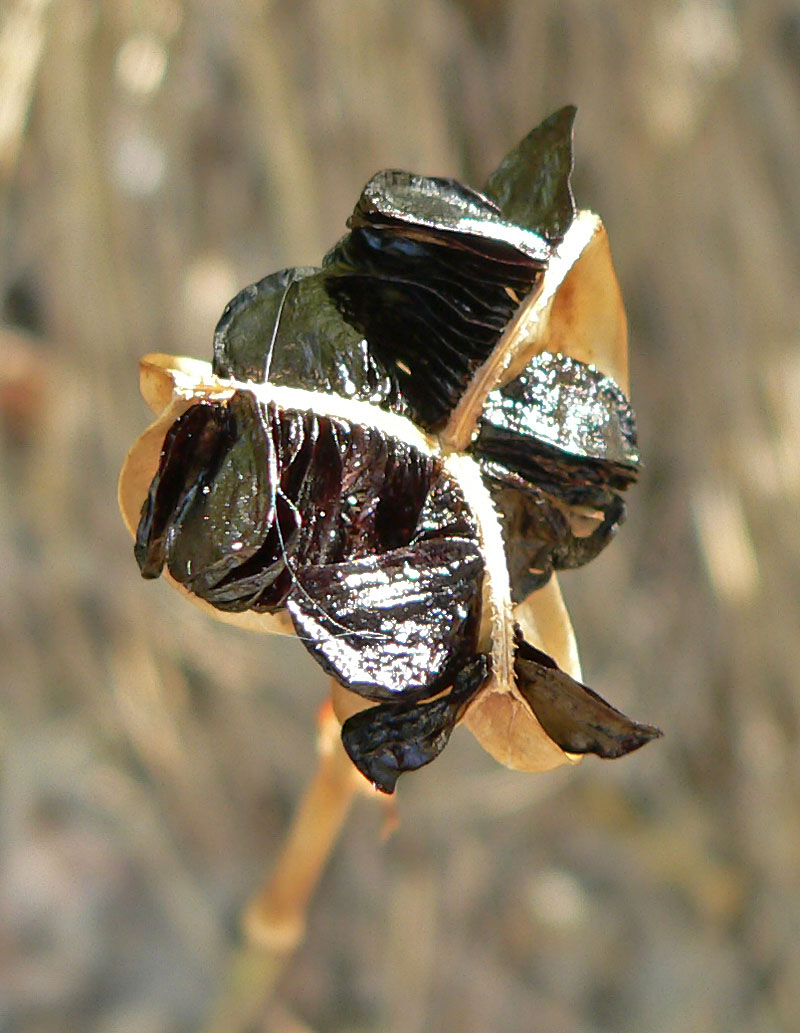
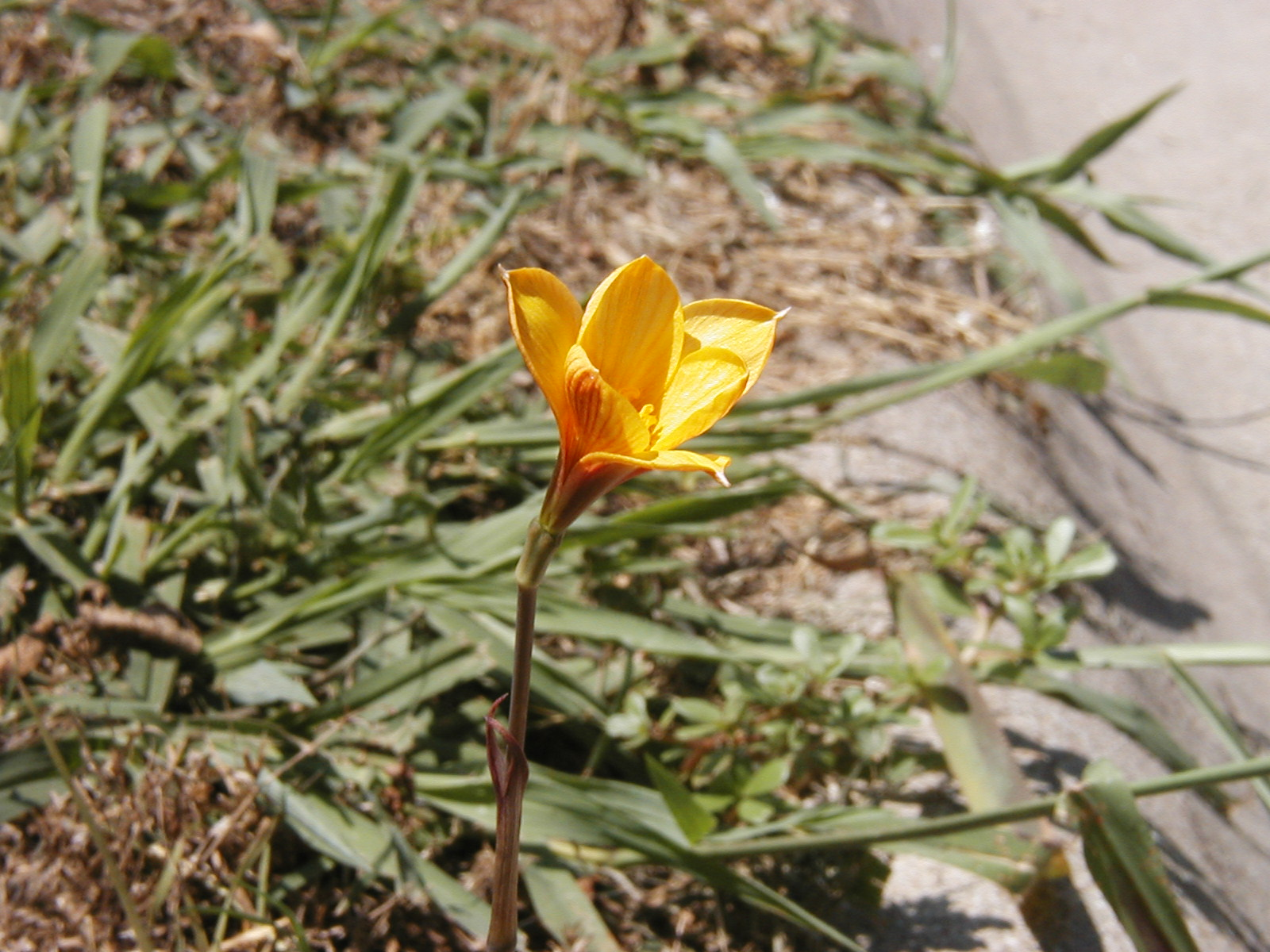
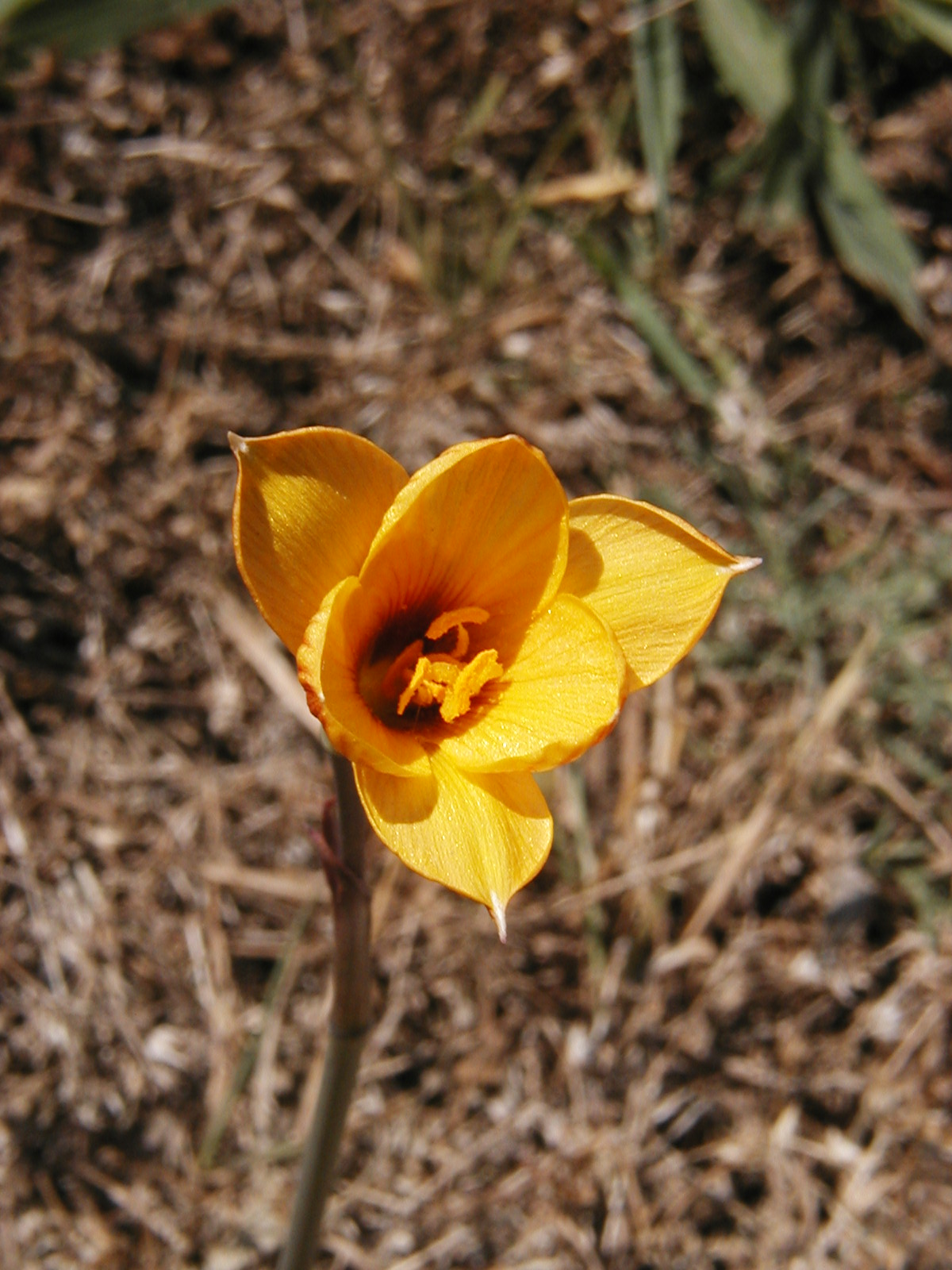
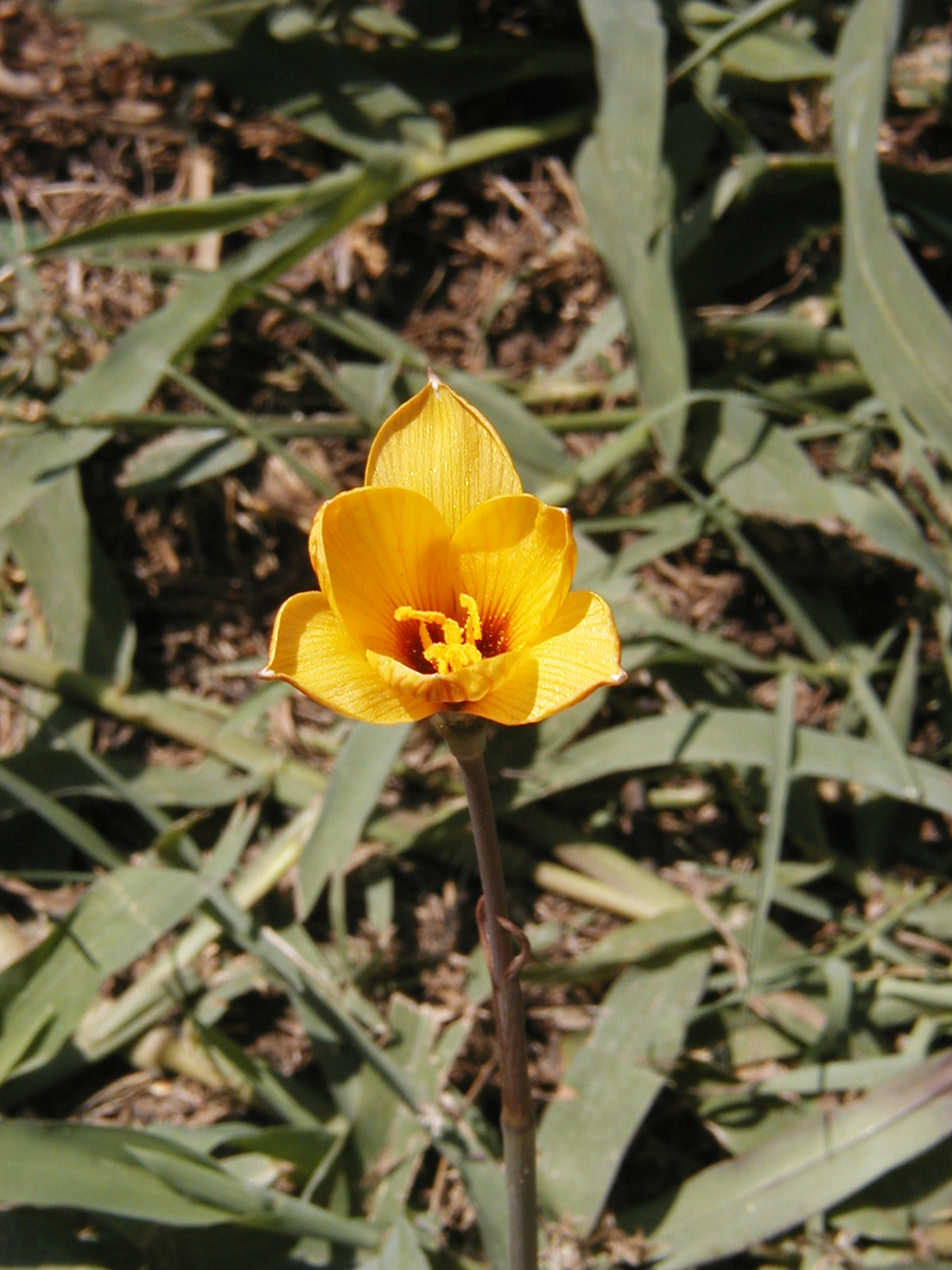
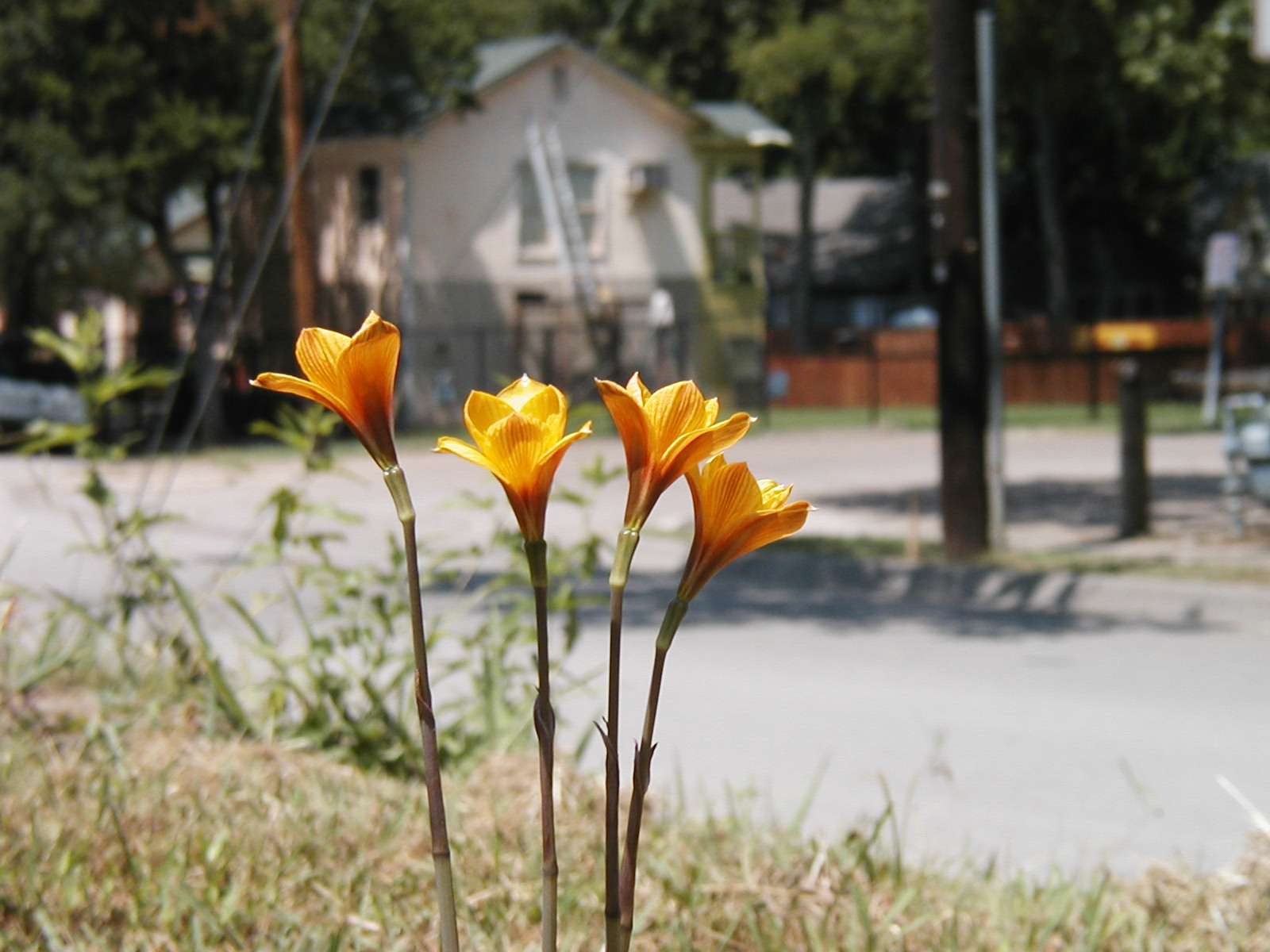